# جعفر بن دينار الخياط
جعفر بن دينار بن عبد الله الخياط كان قائدًا عسكريًا في القرن التاسع للخلافة العباسية.

## الحياة المهنية
من المرجح أن جعفر والده هو دينار بن عبد الله، قائد الجيش وحاكم المقاطعة الذي كان نشطًا في عهد خلافة المأمون (حكم. 813–833). يظهر هو نفسه لأول مرة في السنوات الأخيرة من حكم المأمون، عندما شارك في مع الخليفة في حملة عام 830 للأناضول البيزنطية وأُرسل مع عجيف بن عنبسة لتلقي استسلام قائد حصن سنان.
وقد ازدادت مكانة جعفر في عهد خليفة المأمون المعتصم (حكم 833-842 )، الذي استخدمه في العديد من حملات خلافته. في عام 837 أرسله الخليفة مع إيتاخ لتعزيز الأفشين ضد المتمرد بابك خرم الدين في أذربيجان، ولعب دورًا رائدًا في الجهود المبذولة للاستيلاء على معقل بابك في البذخ. وفي العام التالي وُضع على رأس الجناح الأيسر للخليفة أثناء حملة عمورية ضد البيزنطيين، وخلال الهجوم على عمورية نفسها كُلف بمهاجمة قطاع من المدينة. في عام 839 حصل على ولاية اليمن وعَين نوابًا للولاية لفرض حكمه في تلك المقاطعة، ولكن في عام 840 أثار غضب الخليفة، الذي طرده من منصبه وسجنه لفترة وجيزة في عهدة أشناس.
عُين جعفر عاملًا على اليمن للمرة الثانية في عام 846، هذه المرة من طرف الخليفة الواثق (حكم. 842–847)، وكان مكلفًا بالتعامل مع تمرد بني يعفر الذي استمر لفترة طويلة هناك. وبعد أن توقف لأداء فريضة الحج، دخل جعفر اليمن مع عدة آلاف من الفرسان والمشاة وتقدم ضد المتمردين. ورغم أن تقدمه الأولي ضد اليعفريين انتهى دون تحقيق أي إنجاز، إلا أنه ذهب في حملة ثانية بعد فترة وجيزة وحاصر حصنهم. وبعد أن علم بوفاة الواثق في عام 847م، عقد هدنة مع اليعفريين وتقاعد إلى صنعاء. وبعد ذلك بقليل قرر الانسحاب إلى الولاية نهائيًّا وعاد إلى العراق، تاركًا ابنه محمدًا ليبقى نائبًا عنه حتى عُين حمير بن الحارث واليًا بدلًا منه.
في خلافة المتوكل (حكم. 847–861)، أشرف جعفر على أحداث موسم المهرجانات (الموسم أو الوعدة) خلال الحج السنوي من 854 إلى 858، كما كُلف أيضًا بالإشراف على طريق مكة. في عهد المستعين (حكم 862-866)، أُعطي قيادة الحملة الصيفية (في الحروب الإسلامية البيزنطية) عام 863 وقام بغارة ناجحة ضد البيزنطيين، ولكن عندما أعطى حاكم ملطية، "عمر الأقطع"، الإذن بمواصلة الغزو بمفرده، رد البيزنطيون وقتلوا عمر في معركة لالكون الكارثية. بعد هروب المستعين إلى بغداد عام 865، كان جعفر أحد الضباط القلائل الذين بقوا في سامراء، ودعم بدلًا من ذلك الخليفة المنافس المعتز (حكم. 866–869). وقد ذُكر آخر مرة في تلك السنة حين جعله المعتز على حرسه.
برز ابنه منصور بن جعفر الخياط لاحقًا إلى حد ما، كما خدم كقائد عسكري وحاكم حتى قُتل في معركة أثناء ثورة الزنج في عام 872.

## ملحوظات
1. ↑  Elad 2013، صفحات 278-79.
2. ↑  Al-Tabari 1985–2007، v. 32: 186; Northedge 2008، صفحة 115 n. 315.
3. ↑  Al-Tabari 1985–2007، v. 33: pp. 46-47, 57-62, 64-69. The nisbahs of Ja'far (khayyat, "tailor") and Itakh (tabbakh, "cook") caused Babak to claim that the caliph had exhausted his military strength and had been reduced to sending his tailor and cook against him; Al-Tabari 1985–2007، v. 33: p. 94.
4. ↑  Al-Tabari 1985–2007، v. 33: pp. 98, 100, 116; Al-Mas'udi 1873، صفحة 135.
5. ↑  Al-Tabari 1985–2007، v. 33: pp. 174, 178; Al-Mad'aj 1988، صفحة 215; Northedge 2008، صفحة 115 n. 315.
6. ↑  Al-Mad'aj 1988، صفحة 217; Al-Tabari 1985–2007، v. 34: p. 36; Northedge 2008، صفحة 115 n. 315. Al-Ya'qubi 1883، صفحة 593, remarks that Ja'far was governor of the Yemen when Itakh went on the pilgrimage in 849.
7. ↑  Al-Tabari 1985–2007، v. 34: pp. 129, 132, 145, 148, 150; Northedge 2008، صفحة 115 n. 315.
8. ↑  Al-Tabari 1985–2007، v. 35: p. 9; Al-Ya'qubi 1883، صفحة 606; Northedge 2008، صفحة 115 n. 315.
9. ↑  Al-Tabari 1985–2007، v. 35: pp. 34, 39; Northedge 2008، صفحة 115 n. 315.
10. ↑  Al-Tabari 1985–2007، v. 36: pp. 120, 122, 123, 125, 137, 138; Northedge 2008، صفحة 115 n. 315.